# Университет Лейкхед
Университет Лейкхед — государственный научно-исследовательский университет, который имеет два кампуса в городах Тандер-Бей и Ориллия, провинция Онтарио, Канада. Сокращенное название: «Lakehead U», или «LU». В нём есть программы для бакалавров, аспирантура, юридический факультет Боры Ласкина, единственная международная аккредитованная (AACSB) бизнес-школа на севере Онтарио. Здесь также находится западный кампус Медицинской школы Северного Онтарио.
Лейкхед выпустил более 45000 выпускников. Основной кампус в Тандер-Бэй насчитывает около 7900 студентов. По состоянию на сентябрь 2006 г. в новом постоянном кампусы в г. Ориллия, расположенном примерно в 150 км от Торонто, учится около 1400 студентов.

## История
Университет Лейкхед возник как потомок Технического института Лейкхед и Колледжа искусств, науки и технологий Лейкхед. Технический институт Лейкхед был создан в ответ на короткий доклад, который подчёркивал необходимость высшего учебного заведения на северо-западе Онтарио. Он был основан 4 июня 1946 приказом Совета провинции Онтарио. Занятия начались в январе 1948 г. во временных арендованных помещениях в центре Порт-Артура (сейчас часть города Тандер-Бей). В сентябре того же года в учебную программу были добавлены первые университетские курсы.
Колледж искусств, науки и технологий Лейкхед был основан актом Законодательной ассамблеи Онтарио 1 августа 1957. Спустя годы в первичный Закон о Колледж искусств, науки и технологий Лейкхед были внесены изменения, чтобы предоставить колледжу полномочия создавать новые факультеты и присваивать научные степени в области искусств и наук. Закон об университете Лейкхед 1965 г. был утвержден королевским согласием 22 июня 1965 г. и вступил в силу 1 июля 1965. Колледж искусств, науки и технологий Лейкхед, впоследствии известный как «Университет Лейкхед», продолжил существование согласно этому новому уставу. Первые степени были присвоены 5 мая 1965 г. Первым канцлером университета стал сенатор Норман МакЛауд Патерсон.

## Кампусы

### Кампус в городе Тандер-Бей
Оригинальный кампус колледжа занимал около 32 га земли на юго-западе Порт-Артура, Онтарио. С 1962 по 1965 г. дополнительно было приобретено 87 га прилегающей земли в ожидании будущего расширения. Первое здание было открыто в 1957 году.

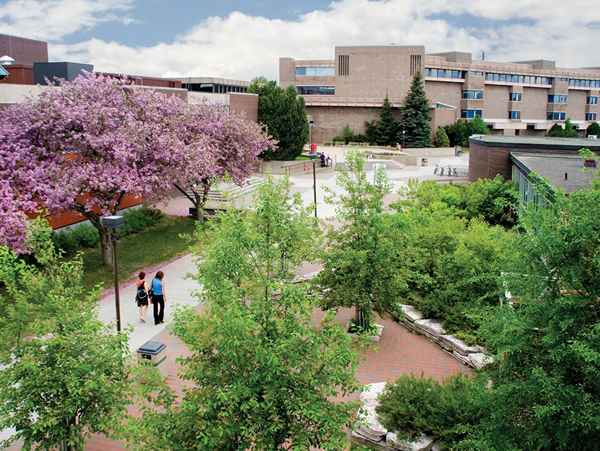
Здание Centennial

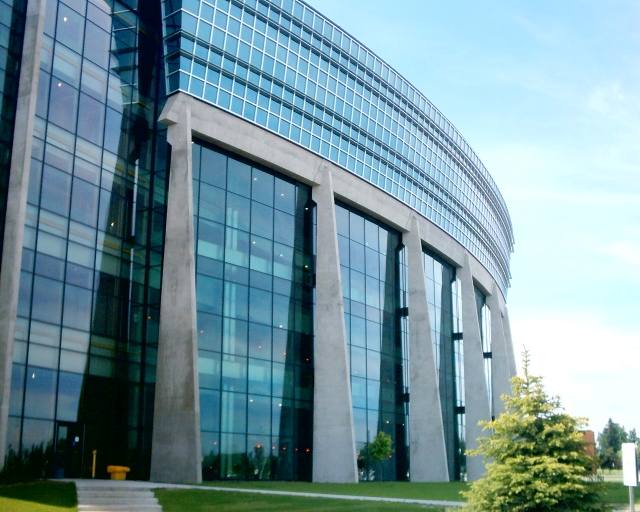
Центр передовых технологий и научной жизни.

В 2005 году была создана Северная школа Онтарио (NOSM) как совместная инициатива университета Лейкхед и Лаврентийского университета в Садбери, организованная в рамках медицинского факультета Лаврентийского (Восточный Кампус) и Лейкгед (Западный Кампус) университетов. Медицинская школа имеет несколько учебных и исследовательских площадок в Северном Онтарио. Студентам предоставляется на выбор посещение любого из двух основных кампусов NOSM. NOSM — единственное канадское медицинское учебное заведение, созданное как самостоятельная некоммерческая корпорация, которая имеет собственный Совет директоров и подзаконные акты корпорации.
Поскольку Тандер-Бэй имеет большую по сравнению с другими канадскими городами, финскую общину, в университете существует программа по финскому языку и культуре.
Была создана новая юридическая школа; факультет принял своих первых студентов в 2013 году. Программа размещена в бывшем Колледже Порт-Артура. В 2014 году его переименовали в юридический факультет имени Боры Ласкина, в честь четырнадцатого главного судьи Канады родом из г. Тандер-Бей.

### Кампус в городе Ориллия
Университет Лейкхед открыл кампус в районе Heritage Place в центре города Ориллия в 2006 году; в течение первого семестра в нём учились около 100 студентов.
В сентябре 2010 года университет расширился и добавил новый корпус на 500 Юниверсити-авеню. Новый учебный корпус на этом участке представляет собой первый этап в разработке первого в Канаде университетского городка уровня Платинум в области энергетического и экологического дизайна (LEED). Дом студенческой резиденции на 271 жителя, включая кафетерий и книжный магазин, открылся в ноябре 2012 года на University Avenue. Сейчас в кампусе Лейкхед-Ориллия насчитывается более 1200 студентов, обучающихся в зданиях Heritage Place и University Avenue. Бакалаврские программы предлагаются в здании 500 University Avenue, а профессиональная летняя образовательная программа Lakehead Orillia предлагается в кампусе в центре города.

### Проживание
Жилье для студентов (сотрудников) в университете Лейкхед разделено на три типа: общежития (residence halls), квартиры и таунхаусы. На данный момент в резиденции Thunder Bay имеется 1196 коек и три столовые. Студенты могут выбрать один из вариантов питания, который варьируется от мини-кухни, полной кухни и полного плана питания в зависимости от стилей проживания.
Мужская резиденция для 52 студентов была открыта осенью 1962 г., и со временем разрослась до мини-городка, состоящего из 10 новых зданий. Городок расположен на берегу реки Макинтайр в пределах пяти минут ходьбы от всех университетских зданий и спортивных сооружений.
С 1989 по 1992 год в состав резиденции был добавлен комплекс таунхаусов, включая некоторые здания для людей с ограниченными возможностями.
Резиденция на 271 кровать в г. Ориллия открыла свои двери в конце осени 2012 года. В резиденции Ориллия имеется один обязательный план питания для студентов, а также один кафетерий, принадлежащей округу Мэдисон.

### Сельскохозяйственная научно-исследовательская станция
Университет поддерживает исследовательскую станцию за пределами города Тандер-Бей для тестирования нововыведенных сортов сельскохозяйственных культур. Станция работала в течение нескольких лет, и университет официально включил её в собственную структуру в 2018 году.

## Академическая организация
Университет имеет девять факультетов: управление бизнесом, образование, инженерия, управление природными ресурсами, факультет здоровья и поведенческих наук, наука и экологические исследования, социальные и гуманитарные науки, медицина и аспирантура. Юридический факультет принял своих первых студентов в сентябре 2013 года.
Исходя из количества студентов, обучающихся на дневной форме, факультет социальных и гуманитарных наук является крупнейшим факультетом в Лейкхеде, где обучается около 30 % студентов, за ним следуеют факультеты здравоохранения и поведенческих наук, науки и экологических исследований, инженерии, образования и делового администрирования. Наконец, есть два небольших факультета — управления природными ресурсами и медицины, каждый из которых насчитывает менее 2 % от общего числа студентов.

### Аборигены

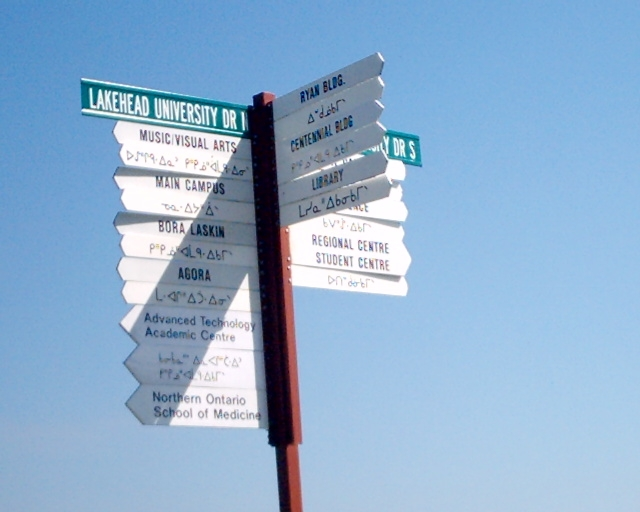
Двуязычный знак. языки — английский и анишинабе.

С точки зрения процента от общей численности студентов, университет Лейкхед имеет одно из крупнейших студенческих сообществ аборигенного происхождения в Канаде. Университет имеет органы представительства аборигенов, которые функционируют как часть структуры управления. Лейкхед предлагает поддержку аборигенов, например, специальные подготовительные программы для первого курса. Репетиторы доступны в рамках программы подготовки медицинских сестер для аборигенных общин. Существует также программа «Высшая наука», которая направлена на отдалённые общины аборигенов. Лейкхед имеет единственный в Канаде департамент образования для аборигенов, который способствует обучению родному языку и подготовке учителей для удовлетворения потребностей аборигенских студентов и общин.

### Стипендии
Университет Лейкхед имеет ряд стипендий для студентов-аборигенов по различным программам
Кроме стипендий для аборигенов, Университет Лейкгед предоставляет вступительные стипендии студентам средней школы с оценкой более 80 %, которые выплачиваются в течение четырёх лет обучения студентов. Лейкхед предлагает бесплатное обучение студентам со средними оценками 95 % или выше.

## литература
- Harold S. Braun with William G. Tamblyn. «A Northern Vision: The Development of Lakehead University.» Thunder Bay: Lakehead University, President’s Office 1987.